# カミーユ・ルイーズ
カミーユ・ブランシュ・ルイーズ・チャダル（Camille Blanche Loiseau Chadal、1892年2月13日 - 2006年8月12日）は、フランスのスーパーセンテナリアン。かつてヨーロッパ最高齢だった女性。

## 人物
1892年2月13日、パリに生まれる。9人兄弟の末っ子であった。1910年8月13日に結婚したが、わずか15日後に離婚してしまう。子供はいなかった。靴屋で会計士として働き、また、広場でも働いていた。1957年に引退する。
2006年8月12日、114歳180日で死去。